# Biblioteca Carlos Domingues
A Biblioteca Carlos Domingues é a biblioteca oficial da Liga Brasileira de Esperanto (em Esperanto: Brazila Esperanto-Ligo, BEL), sendo nomeada em homenagem ao importante esperantista brasileiro Carlos Augusto Guimarães Domingues.
Está situada em Brasília, Distrito Federal, na sede da Liga, e armazena cerca de mil exemplares de livros e periódicos publicados na língua internacional.
Desde 2012, por meio do programa Amigo da Biblioteca (Amikaro de la Biblioteko) várias pessoas contribuem na conservação, crescimento, expansão e disponibilidade do acervo da biblioteca para todos.